# Rotor engrenant

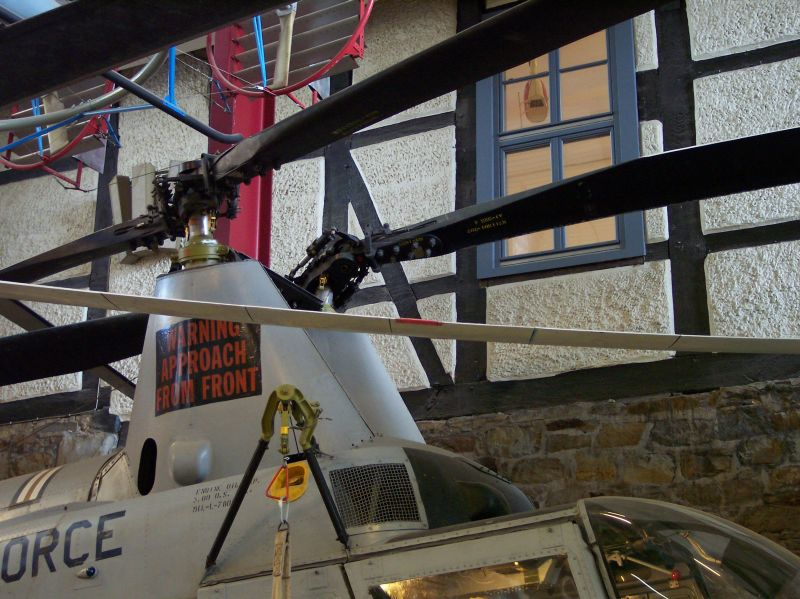
Vue détaillée du rotor principal du Kaman H-43 Huskie.

Les rotors engrenants sont un type de rotor principal d’hélicoptère. Ils se présentent sous la forme d’un duo de rotors montés sur un axe en forme de V, de façon que les pales des deux rotors, qui tournent en sens inverse l'un de l'autre, ne s’entrechoquent jamais.
Ce type de rotor permet d’augmenter la portance et de se passer de dispositif anticouple (le sens de rotation des deux rotors étant inversé, leurs couples s'annulent mutuellement). Il permet aussi d'atteindre une vitesse horizontale théorique de l'appareil plus élevée que pour les appareils dotés d'un seul rotor : lorsque la vitesse de l'appareil s'approche de celle de la pale reculante, la perte de portance de celle-ci (décrochage) est compensée par celle du second rotor, ce qui évite le basculement latéral de l'appareil.